# Vespasiano Genuino
Vespasiano Genuino (Gallipoli, 25 september 1552 – mei 1637) was een beeldhouwer in het koninkrijk Napels, dat onder Spaans bestuur stond. 

## Levensloop
Aanvankelijk was Genuino frater bij de Theatijnen, die actief waren in de Contrareformatie. Familieleden waren actief bij de Theatijnen, en later ook zijn zoon. In 1584 werd Genuino een van de wethouders van Gallipoli. Het was de periode waarin hij huwde.
Zijn eerste werk was de doopvont van de dom van Gallipoli. De doopvont staat thans in de kerk van Santa Maria dell’Allizza in Alezio, vlak bij Gallipoli. Van al zijn beeldhouwwerken is dit het enige in steen. Het heeft scènes van het Oude en Nieuwe Testament. Dit deed hij in opdracht van Sebastiano Quintero Ortis. Ortis was Spanjaard en bisschop van Gallipoli.
Rond de eeuwwisseling tot zijn dood had Genuino zijn atelier in Lecce, een andere stad in Apulië. Zijn beelden waren uit hout gemaakt. Zo beeldhouwde Genuino kruisbeelden voor verschillende kerken in Apulië. De stijl van de kruisbeelden was een vermenging van laatgotiek en Spaans maniërisme. Andere houten beelden waren piëta’s, Mariabeelden en calvaries. Kloosterordes in Puglia waren zijn opdrachtgevers, alsook Spaanse prelaten.